# Felipe Acedo Colunga
Felipe Acedo Colunga (Palma, Mallorca, 6 de setembre de 1896, - Madrid, 25 de setembre de 1965) fou un advocat i militar espanyol que fou governador civil de la província de Barcelona, entre d'altres.

## Biografia
Fill d'un militar originari del municipi d'Olvera (a la província de Cadis), va estudiar dret i després ingressà a l'Acadèmia General Militar.
El 1932 va participar en la Sanjurjada (intent de cop d'estat del general Sanjurjo); i posteriorment fou fiscal militar en els durs consells de guerra que seguiren a la Revolució d'Astúries de 1934. El 1936 va participar en la guerra civil espanyola al costat del bàndol franquista, i quan aquests conqueriren Astúries la tardor de 1937 en fou nomenat governador civil. Durant i després de la guerra continuà com a fiscal militar, participant en el judici contra el líder del PSOE Julián Besteiro, pel qui va demanar la pena de mort. Fins a 1946 fou assessor jurídic del Ministeri de l'Aire i membre del Consell Suprem de Justícia Militar del 1946 al 1951, quan l'enviaren a Catalunya.
Aquell 1951 fou nomenat governador civil de Barcelona després de la vaga de tramvies de 1951. Intentà atreure les personalitats més influents de Barcelona cap al règim, fins i tot personalitats que havien militat a la Lliga com ara Pere Gual i Villalbí. Va arribar fins al punt d'animar l'empresariat català a fer les demandes que Barcelona necessitava per redinamitzar-se econòmicament altre cop, afirmant que l'estat se n'havia despreocupat i atacant el poder dels falangistes que des de la guerra havien dominat Catalunya. També va destacar per reprimir d'una manera extrema les vagues del tèxtil i la metal·lúrgia del 1956 i el 1958, la segona vaga de tramvies de 1957 i el moviment estudiantil en general. Es va distingir per la seva afició a enviar notes a la premsa, amb obligació de publicar-les, per tal de silenciar qualsevol crítica a la seva gestió (per exemple Sempronio i Lluís Marsillach i Burbano en foren víctimes per criticar alguns dels seus projectes urbanístics). Va dur a terme algunes iniciatives urbanístiques al Verdum (les conegudes com a Cases del Governador) i al passeig Marítim, i fins i tot va sancionar alguns especuladors.
Però fracassà en la seva intervenció en política municipal quan el seu candidat a l'alcaldia de Barcelona, Fèlix Escalas i Chamení, fou derrotat el 1957 per Josep Maria de Porcioles, que era el candidat proposat per Laureà López Rodó. Amb Porcioles va mantenir sempre una continuada competència, ja que aquest pretenia ignorar-lo i relacionar-se directament amb els organismes centrals de l'estat. Acedo Colunga es va enfrontar als sectors de l'Església catalana que es distanciaven del règim i als nous moviments catalanistes i catòlics. El seu prestigi quedà definitivament tocat després de l'afer Galinsoga el 1959, i després dels fets del Palau de la Música Catalana de 1960 fou destituït. Aleshores fou nomenat delegat del govern a la Telefónica i morí uns anys després.
Es va casar amb Milagros Troya i Marti que va morir el 16 d'agost de 1943 amb qui va tenir un fill Felipe Acedo Troya. L'any 1947 es casa amb Josefa Vázquez-Zafra Tirado.

## Obres
- El alma de la aviación española. Madrid, Espasa-Calpe, 1928.
- José Calvo Sotelo : la verdad de una muerte, Barcelona : Editorial Ahr, ""La Epopeya y sus Héroes"" 1957.